# William Poel
William Poel, pseudonimo di William Pole (Londra, 1852 – Londra, 1934), è stato un attore e regista inglese, oltre che teorico teatrale.

## Biografia
William Poel, figlio di William Pole, è cresciuto tra i pittori preraffaelliti e, in base alle fonti storiche-artistiche, ha posato per il cofondatore della Confraternita dei prereaffaelliti, William Holman Hunt, nel suo dipinto Il ritrovamento del Salvatore nel tempio.
Ha assunto il nome Poel a seguito di un errore di ortografia del proprio nome su una fatturazione teatrale. Avvicinatosi alla professione di attore dal 1876, lavorò soprattutto per la messainscena dei lavori di William Shakespeare, come ad esempio quello alla St. George's Hall di Londra nel 1881, quando fece rivivere Amleto, usando il testo del primo quarto e facendo a meno delle scenografie. Dal 1881 al 1883 fu manager della Royal Victoria Hall (Londra), e poi per un anno manager della compagnia di Francis Robert Benson.
Nel 1898 fondò la Elizabethan Stage Society che prendeva le distanze dalla 'somptuos school' ideata con spettacoli sfarzosi da Henry Irving, contrapponendo ad essa una riproduzione rigorosa dello stile e della tecnica elisabettiani.